# Halter halteratus
Halter halteratus är en insektsart som först beskrevs av Forskål 1775.  Halter halteratus ingår i släktet Halter och familjen Nemopteridae. Inga underarter finns listade i Catalogue of Life.